# 임진동래의총
임진동래의총(壬辰東萊義塚)은 부산광역시 동래구 온천동에 있는, 임진왜란 때 일본군이 침입해 오자 동래부사 송상현(宋象賢)과 함께 궐기하여 동래성을 지키다가 순절한 군.관.민의 유해를 거두어 모신 곳이다. 1972년 6월 26일 부산광역시의 기념물 제13호로 지정되었다.

## 개요
이 무덤은 임진왜란 때 일본군이 침입해 오자 동래부사 송상현(宋象賢)과 함께 궐기하여 동래성을 지키다가 순절한 군․관․민의 유해를 거두어 모신 곳이다.
1731년(영조 7) 동래부사 정언섭(鄭彦燮)이 동래읍성을 수축할 때, 임진왜란의 격전지였던 옛 남문터에서 전사한 많은 사람들의 유골이 포환(砲丸), 화살촉과 함께 발견되었다. 이 충절의 유해를 거두어 동래부의 남쪽에 있던 삼성대(三姓臺)의 서쪽 구릉지(내성중학교 부근)에 여섯 무덤을 만들어 안장하고, 임진전망유해지총(壬辰戰亡遺骸之塚)이라는 비를 세웠다. 비의 글은 부사 정언섭이 썼으며, 비의 높이는 103cm, 너비 45cm이다. 앞면에는 임진전망유해지총, 뒷면에는 10행으로 적은 육총(六塚)의 내력이 기록되어 있다.
또 국가에서는 제사 비용의 마련을 위해 제전(祭田)을 주고, 향교에 맡겨 매년 추석에 유생으로 하여금 제사를 지내게 하였다. 순절일에는 관에서 장사(壯士)를 보내어 제사를 모시게 했다.
일제시대에 토지개간으로 복천동 뒷산 영보단(永報壇 : 복천박물관) 부근으로 이장하였고, 이후 비석을 옮겨 세웠다. 1974년 아무런 연고도 없는 금강공원으로 옮겨 왔다. 지금은 성의 함락일인 음력 4월 15일 동래구에서 제향을 모시고 있다.

## 같이 보기
- 금강공원

## 참고 문헌
- 임진동래의총 - 국가유산청 국가유산포털